# Jabal Umm ad Dami
Jabal Umm ad Dami is een berg in de Wadi Rumwoestijn, en tevens het hoogste punt van Jordanië.
De berg ligt vlak bij de grens met Saudi Arabië in het gouvernement Aqaba.